# Karl-Friedrich Wollanke
Karl-Friedrich Wollanke (* 10. Oktober 1884 in Hamm; † 1968) war ein deutscher Konteradmiral der Kriegsmarine.

## Leben
Karl-Friedrich Wollanke trat am 1. April 1903 in die Kaiserliche Marine ein. Bis September 1914 war er als Wachoffizier auf der Deutschland und war dann bis Kriegsende in gleicher Position auf der Markgraf. In dieser Position wurde er am 16. Dezember 1914 zum Kapitänleutnant befördert und nahm auf der Markgraf an der Skagerrakschlacht teil.
Ab 15. Dezember 1918 war er bis zur Selbstversenkung am 21. Juni 1919 Kommandant des Schlachtkreuzers Von der Tann. Unter seinem Kommando wurde die Überführung nach Scapa Flow durchgeführt.
Nach dem Krieg wurde er in die Reichsmarine übernommen und hier am 1. April 1922 Korvettenkapitän. 1927 war er Kommandant der II. Marineartillerieabteilung Wilhelmshaven. Ab 16. April 1928 war er Leiter der Gruppe V „Marine-Nachrichtendienst“ in der Abwehrabteilung unter Reichswehrminister Wilhelm Groener. Aufgrund fehlendem Engagement für die Zusammenarbeit mit dem Heer wurde Wollanke am 17. Oktober 1929 durch Fregattenkapitän Conrad Patzig ersetzt, welcher später die Leitung der übergeordneten Abwehrabteilung übernahm. Am 1. November 1928 noch zum Fregattenkapitän befördert, war er ab 12. November 1929 Kommandant der Befestigungen an der Ems-Mündung. 1931 war er Kommandant der Befestigungen auf Borkum. Am 30. September 1932 schied er als Kapitän zur See aus der Reichsmarine aus.
Mit dem Charakter als Konteradmiral ausgezeichnet war er 1935 Inspektor der Wehrwirtschaftsinspektion II (Stettin).
Von Mitte April 1941 bis 30. Juni 1943 war Wollanke als Konteradmiral Chef des Technischen Amtes des OKM für Hilfsschiffe, welche der Kriegsmarinedienststelle Hamburg zugeordnet war.
Am 21. September 1920 heiratete er in München Johanna (Hanna) von Bleul (1891–1959).